# Väst (plagg)

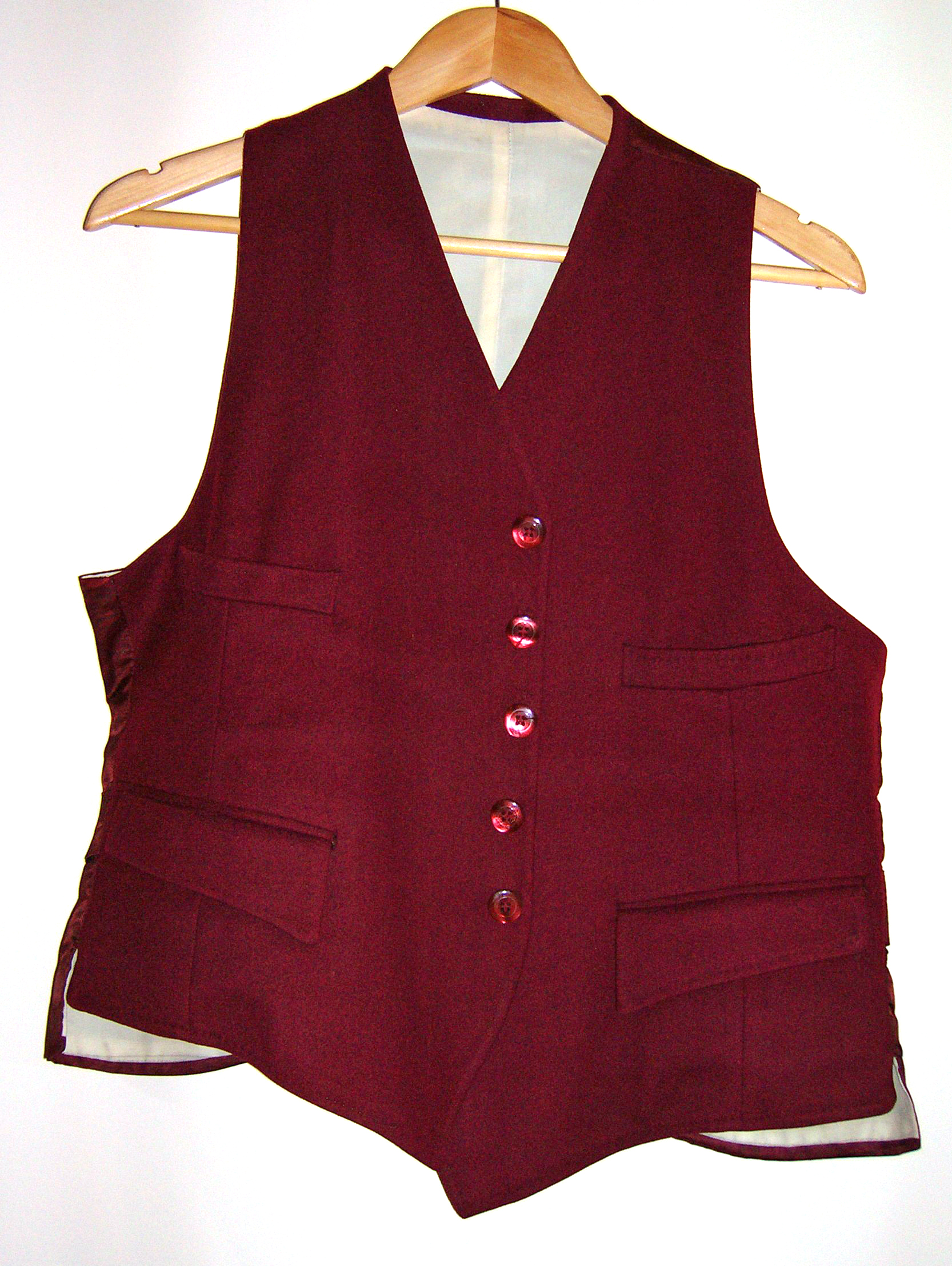
Väst.

En väst är ett ärmlöst klädesplagg som täcker överkroppen. Väst används framförallt av män eller pojkar till skjorta, kostym, smoking eller frack. I en av fickorna på västen placerades ofta förr ett fickur, ibland med en klockkedja som var fäst i ett av västens knapphål.[källa behövs]
Väst har också blivit ett lätt plagg för kvinnor eller flickor, som bärs med eller utan skjorta eller blus under.[källa behövs]

## Jeansväst
En jeansväst är en väst som är gjord i jeanstyg (denim). Alternativt är västen en jeansjacka som bäraren har klippt av ärmarna på. Västen bärs oftast ovanpå något annat plagg eller som ett sommaralternativ till jacka. Inom hårdrock och punkkretsar fästs även nitar och tygmärken på västarna.[källa behövs]

## Storväst
En storväst är snarast en ärmlös kavaj med rundkrage och som slutar nedanför stjärten och har knäppning hela vägen. Den är varmfordrad och har ett kraftigt yttertyg. Den användes fram till 1950-talet av personer som arbetade ute under den kalla årstiden.[källa behövs]